# Iglesia de Santa Eufemia (Autillo de Campos)
La iglesia de Santa Eufemia es un edificio de la localidad española de Autillo de Campos, en la provincia de Palencia.

## Descripción

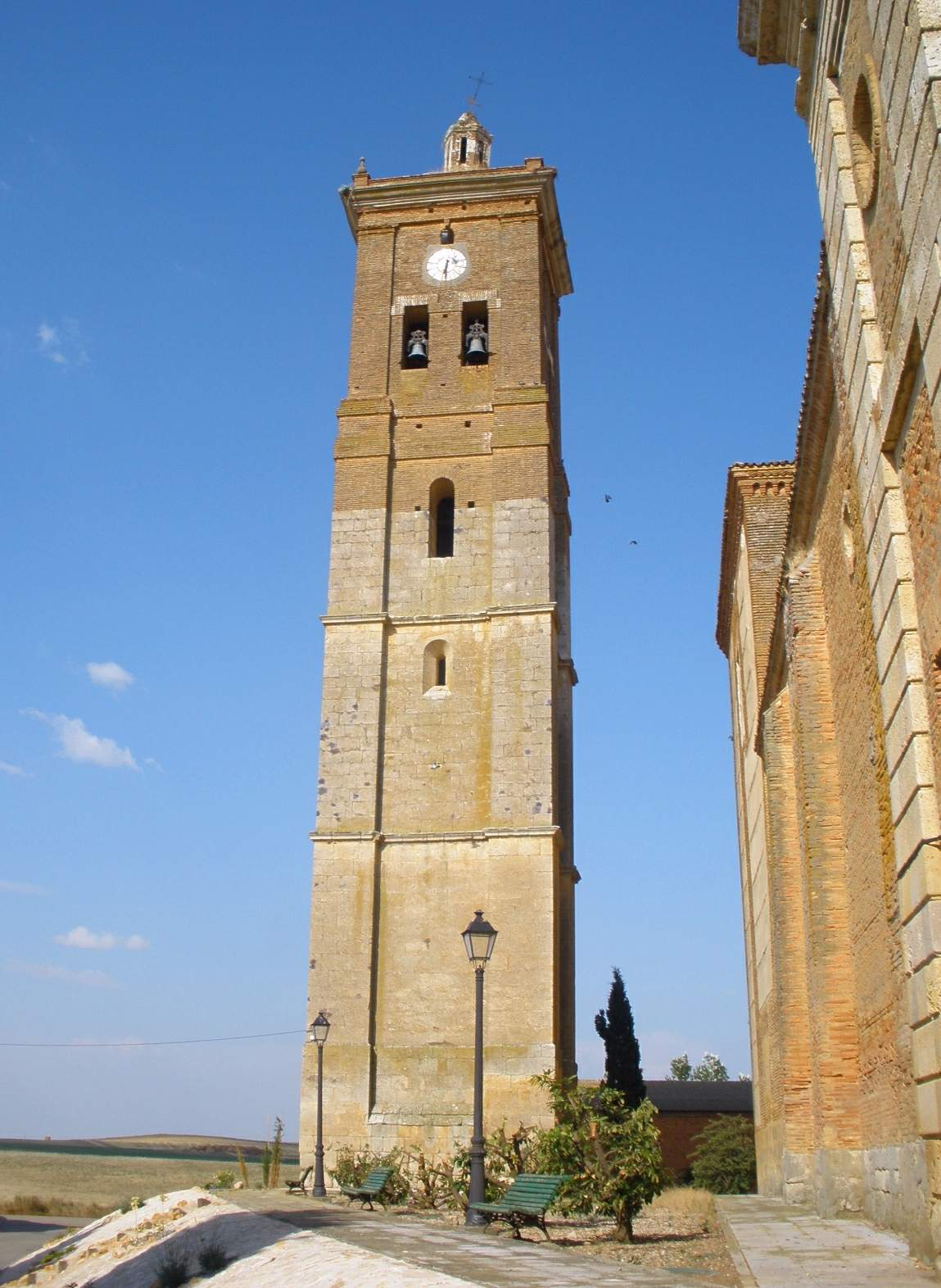
Torre exenta

La iglesia de Santa Eufemia se ubica en el municipio palentino de Autillo de Campos, en Castilla y León.
El templo parroquial consta de una gran nave con pilastras adosadas a los muros y capillas laterales entre los contrafuertes. Fue construida con piedra y ladrillo en el siglo XVI.
La magnífica fachada neoclásica, realizada también en piedra y ladrillo, es de dos cuerpos, flanqueada por dos pequeñas torres, de dos pisos recorridos por columnas adosadas de capiteles jónicos. La torre, separada del templo y situada a la altura del crucero, es obra del siglo XVI y consta de cuatro cuerpos y se remata con una cúpula y linterna poligonal.
En su interior son de destacar retablos de los siglos XVI y XVII, y notables esculturas y pinturas. En la sacristía y en el coro conserva buena cajonería y sillería barrocas.

## Estatus patrimonial
El 15 de enero de 1982 fue declarada monumento histórico-artístico, mediante un real decreto publicado el 24 de marzo de ese mismo año en el Boletín Oficial del Estado, con la rúbrica de Juan Carlos I y de la entonces ministra de Cultura Soledad Becerril. En la actualidad está considerada Bien de Interés Cultural.

## Restauración
Actualmente el edificio ha sufrido varios procesos de restauración. Con fecha 25 de enero de 2019 se terminó la restauración de las vidrieras, toda la obra fue realizada por Vidrieras Laborda. En este link se puede ver fotografías de dicho proceso.